# Tragödie von Nasino

Lage von Nasino

Die Tragödie von Nasino (russisch Назинская трагедия, auch Nasino-Affäre) ereignete sich von Mitte Mai bis Mitte August 1933 in der Sowjetunion auf einer Insel im sibirischen Fluss Ob, unweit der Einmündung der Nasina. Auf diesem Eiland in der Taiga nahe der Ortschaft Nasino im Alexandrowski rajon wurden im Zuge einer gewaltsamen Deportationskampagne gegen „sozial-schädliche und deklassierte Elemente“ – so der Sprachgebrauch der sowjetischen Behörden – etwa 6100 Menschen ohne Verpflegung, Unterbringungsmöglichkeiten, Hausrat oder Werkzeuge ausgesetzt. Hunger, Entbehrungen, Krankheiten und Fluchtversuche reduzierten die Zahl der Ausgesetzten innerhalb von dreizehn Wochen auf etwa 2200 Menschen, wobei es auch zu Kannibalismus kam.
Berichte über diese Geschehnisse erreichten im September 1933 die Führungsspitze der KPdSU. Sie stoppte ihre umfangreichen Pläne, als „gefährlich“ oder „asozial“ klassifizierte Personen in so genannte Sondersiedlungen zu deportieren, um diese zu Vorposten der Erschließung unwirtlicher Gegenden der Sowjetunion zu machen. Stattdessen wurden diese Personen erschossen oder in die Arbeitslager des Gulag verbracht.

## Hintergrund

### Folgen der Zwangskollektivierung
Zu Beginn der 1930er Jahre befand sich die Sowjetunion in einer schweren Krise. Seit die KPdSU eine umfassende Kampagne zur Bekämpfung aller Bauern mit Eigentum an Produktionsmitteln ausgerufen hatte –  Generalsekretär Stalin forderte Ende 1929 öffentlich zur „Liquidierung der Kulaken als Klasse“ auf –, häuften sich erneut Versorgungsengpässe. Die Folgen der Entkulakisierung und Zwangskollektivierung verschärften die bereits bestehenden Probleme, die sich aus der forcierten Industrialisierung des Landes ergaben, denn die industrielle Entwicklung wurde auf Geheiß der Partei durch massive Exporte agrarischer Güter finanziert. In vielen Regionen der Sowjetunion entstanden so Versorgungskrisen, die zu schweren Hungersnöten führten. Massenabwanderungen aus Hungerregionen, ein kaum zu steuernder Zuzug in die Städte und steigende Kriminalität in urbanen Zentren waren Kennzeichen zunehmender Spannungen.
Die Staatsmacht reagierte auf die Massenabwanderung von Bauern aus Hungergebieten, die sie als Folge konterrevolutionärer Umtriebe deutete, mit scharfen Repressionen. Anfang 1933 errichtete die sowjetische Geheimpolizei OGPU an Bahnhöfen und wichtigen Straßen Kontrollpunkte, um Bauern aus der Ukraine – dort wütete der Holodomor, eine epochale Hungersnot –, aus den Gebieten an der Wolga und aus dem Nordkaukasus abzufangen. Diese Flüchtlinge wurden verhaftet und dem Lagersystem des Gulags zugeführt oder in die Hungerregionen zurückgeschickt. Am 23. Januar 1933 erging darüber hinaus das Verbot, an Bauern Bahnfahrkarten zu verkaufen. Parallel dazu nahmen Polizei- und Geheimdienstmitarbeiter in den Westregionen der Sowjetunion, in Belarus, in der westlichen Ukraine und in Karelien Tausende von Verhaftungen vor. Sie richteten sich gegen vermeintliche Aufständische oder angebliche Unterstützer ausländischer Invasoren. Die Gefängnisse der betroffenen Regionen, oft nur unzureichend bewacht, waren aufgrund der Massenverhaftungen überbelegt, zum Teil drei- bis zehnfach. In den Haftanstalten nahm die Sterblichkeit ein beunruhigendes Ausmaß an. In Usbekistan starben monatlich 15 Prozent aller Gefängnisinsassen an Hunger. Im Gefängnis von Taschkent lag diese Rate im Februar 1933 bei 25 Prozent.

### Einführung von Inlandspässen
Die Behörden führten seit Anfang 1933 für Bewohner wichtiger Städte Inlandspässe ein, die unter anderem den Wohnort bescheinigten. Die Landbevölkerung hingegen erhielt zunächst keine Pässe, womit sie für Polizei und städtische Behörden erkennbar war. Ihr dauerhafter Aufenthalt in bestimmten Städten galt nach der Einführung von Inlandspässen als illegal. Innerhalb eines Jahres erhielten so 27 Millionen Menschen – in der Hauptsache die Einwohner von Großstädten – entsprechende Papiere. Mit solchen Inlandspässen sollte der große Zustrom von Bauern in die Städte unter Kontrolle gebracht werden, denn die Binnenmigration gefährdete das zuvor mühsam aufgebaute urbane Versorgungssystem. Bis Ende Februar 1933 verhafteten die Behörden rund 190.000 hungernde Bauern und schickten sie zurück in die Dörfer, die sie auf der Suche nach Lebensmitteln verlassen hatten. Moskau, Leningrad und weitere Städte, zu denen auch die Erholungsorte der Nomenklatura wie Sotschi und Tuapse zählten, sollten außerdem von unerwünschten Personen gesäubert werden können. Dazu zählten Kulaken, Kriminelle und „andere(…) asoziale(…) sowie sozial(…) gefährliche(…) Elemente(…)“.
Eine Geheimanweisung legte fest, welchen Personengruppen ein Inlandspass zu verweigern war: Dazu gehörten – mit Ausnahme von Rentnern und Behinderten – Personen, die ohne Anstellung in einer Produktionsstätte oder Einrichtung waren und keiner nützlichen Arbeit nachgingen. Auch vom Ort ihrer Deportation geflohene Kulaken erhielten keinen Inlandspass. Gleiches galt für nach dem 1. Januar 1931 zugezogene Personen, die in der Stadt keine Arbeit hatten, als Störer der Produktion oder faul galten. Personen ohne Bürgerrechte war ein Inlandspass ebenfalls zu verweigern, genauso wie Verbannten und zu Freiheitsstrafen Verurteilten. Auch „asoziale Elemente“ mit Beziehungen zum kriminellen Milieu schieden aus dem Kreis der Passinhaber aus. Ausländische Flüchtlinge erhielten keine entsprechenden Papiere, wenn sie nicht als politisch Verfolgte in ihren Herkunftsländern galten. Die Verweigerung des Passes erfolgte auch für die Familienangehörigen, wenn diese mit Personen der oben genannten Gruppen zusammenwohnten. Wem ein Inlandspass vorenthalten wurde, musste binnen 14 Tagen die Stadt verlassen. Diese Person durfte sich nicht in Städten mit Sonderstatus niederlassen. In Moskau und Leningrad bezog sich das Niederlassungsverbot auch auf das Umland in einem Radius von hundert Kilometern.
Die Behörden in der Stadt Moskau verweigerten im März und April 1933, den ersten zwei Monaten der Kampagne, 70.000 Personen einen Inlandspass. In Leningrad belief sich diese Zahl auf 73.000. Viele Betroffene und solche, die sich von vornherein keine Chance auf einen Inlandspass ausgerechnet hatten, tauchten in die Illegalität ab. Dies wiederum zog umfangreiche Kontrollen und Razzien der Milizen nach sich. Zwischen März und Juli 1933 gerieten so in Moskau 85.937 Personen, die ohne Pass angetroffen wurden, in die Fänge der Behörden; in Leningrad betrug diese Zahl 4776. Über ihr Schicksal wurde außergerichtlich entschieden: Möglich war die sofortige Ausweisung und ein Niederlassungsverbot für 30 weitere Städte. Eine zweite Möglichkeit war die Deportation in „Sondersiedlungen“. Die dritte Option sah die Einweisung in ein Lager des Gulags für drei Jahre vor. Vielfach wurde auf eine Betrachtung und Entscheidung des Einzelfalls verzichtet. Die Aufgegriffenen wurden stattdessen sofort deportiert.

### Der „großartige Plan“ zur Deportation
Genrich Jagoda, Chef der OGPU, und Matwei Berman, Chef des Gulags, entwickelten gemeinsam einen Plan zur Deportation von je einer Million Menschen nach Westsibirien und Kasachstan. Ziel dieses Plans war es, sich durch Massendeportationen angeblich antisowjetisch eingestellter Personen aus Städten und ländlichen Regionen zu entledigen und zugleich kaum besiedelte Landstriche der Sowjetunion zu erschließen. Die Kosten der Kampagne veranschlagten die Planer auf 1394 Millionen Rubel. Zwei Jahre nach Ende der Umsiedlungsaktion sollte die Investition Früchte tragen. Ab diesem Zeitpunkt, so rechnete man, könnten sich die Deportierten selbst versorgen und Beiträge zur Finanzierung von Staatsausgaben leisten.
Bei ihren Vorstellungen knüpften die beiden Planer an Erfahrungen an, die mit der Massendeportation von zwei Millionen Bauern gemacht worden waren. Diese waren seit 1930 aus ihren Heimatregionen vertrieben beziehungsweise zwangsumgesiedelt worden, weil sie sich der Zwangskollektivierung widersetzt oder im entsprechenden Verdacht gestanden hatten. Anfang Februar 1933 legten Jagoda und Berman ihren „großartigen Plan“ – so die Bezeichnung ihres Vorhabens – Stalin vor. Dieser billigte ihn und forderte ergänzend, die überfüllten Gefängnisse durch Deportationen von Häftlingen zu entlasten.

## Verhandlungen und Vorbereitungen

### Ablehnung des Plans durch westsibirische Funktionäre
Am 7. Februar 1933 informierte Jagoda den OGPU-Chef Westsibiriens telegrafisch darüber, dass die Deportation von einer Million Menschen in dieses Gebiet unmittelbar bevorstehe. Zielregion seien insbesondere die weitgehend unerschlossenen, ausgedehnten Wald- und Sumpfzonen des nördlichen Gebietes Narym. Jagoda forderte von seinem Ansprechpartner umfassende Antworten auf die Frage, wie diese Deportation vor Ort abgewickelt werden könne.
Zwei Tage später traf sich der westsibirische OGPU-Vertreter mit den beiden ranghöchsten Repräsentanten von Siblag, jener Behörde, der die Verwaltung der Arbeitslager und Sondersiedlungen oblag, sowie mit dem obersten Chef der westsibirischen Parteigliederung, Robert Eiche. Jagodas Plan wurde durchweg abgelehnt: Die Aufnahme von einer Million Deportierten würde alle Ressourcen der Region überfordern, bereits jetzt vorhandene Versorgungsprobleme anwachsen lassen, soziale Spannungen und das in Westsibirien ausgeprägte „Banditentum“ erheblich verschärfen. Eine effektive Überwachung einer so hohen Anzahl Deportierter sei mit den vorhandenen Kräften nicht zu leisten.
Die regionalen Spitzen von OGPU, Siblag und Partei wussten um die großen Opferzahlen, zu denen Deportationsprojekte mit Ziel Westsibirien zwischen 1930 und 1932 geführt hatten. Allein im 1933 ausgewählten Ansiedlungsbezirk Narym starben im Rahmen von Zwangsansiedlungen von April 1931 bis April 1932 etwa 25.000 „Sonderdeportierte“ – das entsprach einem Anteil von 11,7 Prozent aller Sonderumsiedler. Vor allem aber sorgten sich Partei und Verwaltung um die öffentliche Sicherheit, da zehntausenden Zwangsdeportierten die Flucht gelungen war. Die hohe Zahl der Entweichungen, die dadurch dramatisch ansteigende Kriminalität und das „Bandenunwesen“ schienen Vorboten gesellschaftlichen Aufruhrs zu sein. Mit diesen Hinweisen begründete Eiche – als loyaler Stalinist hauptverantwortlich für die rigorose Entkulakisierung und Zwangskollektivierung in Westsibirien –  in einem Schreiben vom 10. Februar 1933 seine Ablehnung des „großartigen Plans“ gegenüber Stalin.

### Verhandlungen
Repräsentanten von Siblag und der westsibirischen OGPU verhandelten daraufhin in Moskau mit Vertretern der sowjetischen Volkskommissariate und der Wirtschaftsplanungsbehörde Gosplan über den „großartigen Plan“. Im Zuge dieser Gespräche erreichten sie eine Reduzierung der Deportiertenzahl auf 500.000. Im Gegenzug wurden allerdings die Sach- und logistischen Mittel, mit denen die Deportation realisiert werden sollten, drastisch gekürzt – zum Teil auf 20 Prozent der ursprünglichen Werte. Am 7. März 1933 stimmte Robert Eiche diesem Kompromiss zu. Drei Tage später billigte auch das Politbüro in Moskau diese Übereinkunft. Am 20. April 1933 verabschiedete schließlich der Rat der Volkskommissare eine Resolution zur Errichtung von OGPU-„Arbeitssiedlungen“, die ähnlich zu organisieren seien wie die bereits bestehenden „Spezialsiedlungen“ für „Kulaken“.

### Vorbereitungen vor Ort
In der Kommandantur Alexandrowskoje-Wachowskaja wurde Kommandant Dimitri Zepkow erstmals am 16. Februar 1933 per Telegramm darüber informiert, dass er in seinem Verantwortungsbereich, gelegen im Bezirk Narym, mit etwa 25.000 neuen Deportierten zu rechnen habe, sobald der Ob wieder schiffbar sei. Zepkow bildete daraufhin eine fünfköpfige Kommission, welche die lokalen Vorbereitungsplanungen und -arbeiten in Angriff nehmen sollte. Sie bestimmte in einem Umkreis von rund 200 Kilometern um Alexandrowskoje 30 Ansiedlungsorte entlang des Ob. Durch die abgeschiedene Lage dieser Zielorte in den Sumpf- und Waldregionen sollten erfolgreiche Fluchtversuche minimiert werden.
Weitere Vorarbeiten blieben in den Anfängen stecken. Alle Anstrengungen, in den Monaten März und April Arbeitskräfte zu rekrutieren, um Infrastruktureinrichtungen wie Lager, Bäder oder eine Brotfabrik zu errichten, schlugen fehl. Gleiches galt für die Pläne, Boote zu bauen oder zu mieten, um die Deportierten auf die Ansiedlungsorte am Ob verteilen zu können. Zepkow hatte überdies keine Kenntnis davon, dass der Großteil der Deportierten, die schließlich in der Kommandantur Alexandrowskoje-Wachowskaja eintrafen, keine Bauern waren, sondern Stadtbewohner, die völlig unerfahren in landwirtschaftlichen Tätigkeiten wie Rodung und Urbarmachung waren.
Zepkow erhielt am 5. Mai 1933 zwei Telegramme. Sie kündigten ihm die unmittelbar bevorstehende Ankunft von mehreren Tausend „deklassierten Elementen“ an, sobald die Witterungsbedingungen den Transport aus Tomsk zuließen. Die Angaben über die Größe dieses ersten „Kontingents“ schwankten. Ein Telegramm nannte eine Größenordnung von 3000 Personen, das zweite Telegramm kündigte 5000 bis 6000 Menschen an. Anfang Mai war vor Ort so gut wie nichts vorbereitet, denn die lokalen Autoritäten rechneten erst Ende Juni, also sechs bis acht Wochen später, mit dem Eintreffen der Deportierten. Die Telegramme machten deutlich, dass nicht überwiegend Kulaken eintreffen würden, sondern Personen aus Städten, die zudem bei der OGPU im Ruf standen, für Unruhe zu sorgen. Eine Ansiedlung nahe Alexandrowskoje schien den Entscheidenden um Zepkow darum nicht opportun. Sie beschlossen, eine etwa 70 Kilometer flussabwärts gelegene Insel nahe Nasino zu dem Ort zu machen, an dem die „deklassierten Elemente“ ausgeschifft werden sollten. Von dort sollten anschließend kleine Gruppen schubweise an ihre endgültigen Ansiedlungsorte an den Ufern des Ob und seiner Nebenflüsse verbracht werden.

## Deportation

### Deportierte Personengruppen
Die nach Westsibirien Deportierten stammten aus der Ukraine, den Wolgagebieten, dem Nordkaukasus, den Feriengegenden am Schwarzen Meer sowie aus Leningrad und Moskau. Sie lassen sich grob in drei Gruppen einteilen. Zum einen waren es Bauern, die als „Kulaken“ oder „Saboteure der Kollektivierung“ bezeichnet wurden. Diese Teilgruppe stellte das Gros der Deportierten. Zum anderen gehörten viele Personen dazu, die bei Kontrollen nicht den neuen Inlandspass vorzeigen konnten. Darüber hinaus wurden Gefangene aus überfüllten Haftanstalten nach Westsibirien verbracht.
Die Bauern stammten zu einem Großteil aus den Hungergebieten des Ural, dem Wolgagebiet und dem Nordkaukasus. Als sie in Westsibirien eintrafen, befanden sie sich in einem äußerst kritischen Gesundheitszustand – Behördenvertreter, die sie in Augenschein nahmen, sprachen von „Halbleichen“. Zu den Deportierten bäuerlicher Herkunft zählten ebenfalls jene, die verhaftet wurden, obgleich sie am Ort ihrer Verhaftung einen offiziellen Auftrag ihrer Kolchose beziehungsweise einen Arbeitsvertrag vorweisen konnten. Gleiches galt für Bauern, die von Agenten einer dringend Arbeitskräfte suchenden Fabrik beziehungsweise Baufirma angeworben worden waren.
Eine weitere Personengruppe setzte sich aus Menschen zusammen, „die offenbar willkürlich auf Märkten, Bahnhöfen und der Straße eingesammelt worden waren“. Zu diesem Personenkreis zählten auch Kinder, Greise, Invaliden, geistig Behinderte und Blinde. Der Kreis der willkürlich verhafteten und deportierten Personen umfasste ferner solche, die formal als regimenah galten wie Arbeiter, Verwandte von Funktionären und Kommunisten sowie in einigen Fällen sogar Parteimitglieder. Ein Teil dieser regimenahen Personen wurde aufgrund von Untersuchungen freigelassen, nachdem die Tragödie von Nasino bekannt geworden war. Allerdings durften diese Entlassenen nicht wieder in ihre Heimatorte zurückkehren. Auch die Niederlassung  in Städten mit Sonderstatus – zu diesen zählten damals Moskau, Leningrad, Odessa, Kiew, Minsk, Charkow, Rostow am Don und Wladiwostok – war ihnen verboten.
Gefängnisinsassen mit einer Haftzeit von weniger als fünf Jahren bildeten eine weitere Personengruppe. Gelegentlich wurden sie separat nach Westsibirien deportiert. Häufig wurden sie jedoch gemeinsam mit anderen Gruppen – „Kulaken“ oder Personen ohne Inlandspass – transportiert. Unter den Häftlingen waren Schwerverbrecher die Minderheit. Die Mehrheit dieser Gruppe stellten Kleinkriminelle, Diebe und wegen Rowdytums oder Hehlerei Verurteilte. Hinzu kamen „Spekulanten“, also Personen, die mit Mangelwaren handelten. Überwiegend waren es junge Leute zwischen 16 und 30 Jahren.

### Transitlager Tomsk
In Westsibirien gab es drei Transitlager für Deportierte: Das Lager in Tomsk war das wichtigste, hier saßen auch jene Menschen ein, die schließlich auf die Insel bei Nasino verbracht wurden; in Omsk und in Atschinsk befanden sich zwei weitere Transitlager. Alle drei Lager waren seit Herbst 1931 stillgelegt und Anfang 1933 bereits weitgehend verfallen.
Nikolai Alexejew, Beauftragter der OGPU für Westsibirien und Regionalchef der politischen Polizei, besuchte am 20. März 1933 das Lager in Tomsk und ordnete an, innerhalb von sechs Wochen Baracken mit einer Gesamtkapazität für 8000 Personen zu errichten. Zudem seien Zelte für 7000 Personen bereitzustellen. Aus den ersten groben Planungen der Deportation ergab sich, dass durch das Transitlager bei Tomsk in drei Monaten insgesamt rund 350.000 Menschen geschleust werden sollten. Diese Zahl setzte gut aufeinander eingespielte logistische Abläufe voraus. In den Wochen nach Alexejews Besuch zeigte sich jedoch, dass dafür notwendige Informationen nicht vorlagen. Die Zuständigen in Tomsk kannten weder das Datum, an dem die ersten Deportierten im Transitlager eintreffen würden, noch die Größe der jeweiligen Gruppen, die über Tomsk deportiert werden sollten.
Das Transitlager Tomsk war nicht fertig gestellt, als am 9. April 1933 der erste Deportationszug sein Ziel erreichte. Plan- und abstimmungslos erreichten viele weitere Transportzüge in den folgenden Tagen das Transitlager, ohne dass die Versorgung der Deportierten gewährleistet war. Eisgang auf dem Ob und seinen Nebenflüssen machte den Weitertransport in nördlicher gelegene Orte zunächst unmöglich. Die Kapazität des Lagers wurde so phasenweise um das Fünf- bis Sechsfache überschritten.
Bereits auf den Transporten ins Transitlager starben viele Deportierte. Im Lager setzte sich das Sterben fort. Mehr als 500 Internierte starben in der zweiten Aprilhälfte jeweils nur wenige Tage nach ihrer Ankunft. Im Mai und Juni registrierte die Lagerverwaltung weitere 1700 Tote. Auch der Krankenstand belastete die Situation. Nach offiziellen Angaben passierten 40.698 Personen das Transitlager, davon wurden 11.788 als „krank“ eingestuft.
Die Behörden waren nicht Herr der Lage. Dies zeigte sich nicht nur bei der Koordination der Deportationszüge oder bei der Versorgung des Lagers mit Lebensmitteln und medizinischer Hilfe. Auch die Bewachung der Deportierten blieb ungenügend. Dies illustrierte am 17. Juni 1933 die Massenflucht von 204 Deportierten direkt nach der Ankunft ihres Zuges, der am 6. Juni in Moskau gestartet war.
Zu einer auffallenden Fehleinschätzung kam es auch am 10. Mai 1933. In der Nacht brachen in einer Holzbaracke Unruhen aus. Dort befanden sich Personen, die zwei Tage zuvor aus Moskau eingetroffen waren. Die Lagerverwaltung rief berittene Polizei zur Hilfe. Die Wachen eröffneten in fast vollständiger Dunkelheit das Feuer auf jene Personen, die aus der Baracke zu fliehen versuchten. Im Nachhinein stellte sich heraus, dass die Unruhe nur entstanden war, weil die Deportierten nach Wasser verlangten. Sie hatten seit ihrer Ankunft in Tomsk ausschließlich Brot und gesalzenen Fisch erhalten.

### Weitertransport bis Nasino
In der ersten Maihälfte drohte sich die ohnehin sehr angespannte Lage im Transitlager Tomsk weiter zu verschärfen, denn noch vor dem 15. Mai sollten zu den bereits 25.000 vorhandenen Internierten weitere 16.000 Deportierte aus der Ukraine und dem Nordkaukasus kommen. Darum wurden umgehend Vorbereitungen zur sofortigen Verschiffung von Deportierten in die Kommandantur Alexandrowskoje-Wachowskaja getroffen, die etwa 900 Kilometer flussabwärts lag. Mit diesem Schritt wollte sich die Lagerleitung in Tomsk angeblich besonders aufrührerischer Personen entledigen. Der Transfer startete am 14. Mai 1933.
Die lokale Organisation für die Flussschifffahrt stellte vier Kähne zur Verfügung. Sie waren für den Transport von Holz ausgelegt, für die Beförderung von Menschen jedoch kaum geeignet. Der Verantwortliche für die Überwachung der Deportierten erhielt den Befehl, während der mehrtägigen Fahrt nirgendwo anzulegen – die menschliche Fracht galt als zu gefährlich. Alle Deportierten – das „Kontingent“ bestand aus etwa 4900 Personen – mussten die Fahrt zusammengepfercht in den Laderäumen unter Deck verbringen. Bei der Ankunft auf der Insel nahe Nasino waren Hunderte unfähig sich zu bewegen, sie mussten ans Ufer geschleppt werden. Bis auf eine geringfügige Menge an Lebensmitteln durften die Deportierten nichts mitführen. Bei Ankunft verfügten sie weder über Werkzeuge noch über Kochutensilien.
Der Transport wurde von 50 Bewaffneten begleitet, die hastig auf den Straßen von Tomsk rekrutiert worden waren. Diese Truppe verfügte weder über Erfahrungen mit Bewachungsaufgaben noch über Uniformen, Autorität oder Disziplin. Bis auf den Besitz einer Waffe unterschied sie wenig von den Bewachten.

## Aussetzung

### Ankunft
Die vier Kähne erreichten am 18. Mai 1933 den Übergabepunkt Werchne-Wartowsk. Dieser befand sich etwa 150 km flussaufwärts von Alexandrowskoje. An dieser Stelle übernahm Dimitri Zepkow die Leitung des Transports. Er steuerte nach einigen Dutzend Kilometern flussabwärts die Insel bei Nasino an. Die unbewohnte und bei Hochwasser überschwemmungsgefährdete Flussinsel von etwa drei Kilometern Länge und 500 Metern Breite bestand nur aus Sümpfen und Pappelwäldchen.
Am Nachmittag des 18. Mai 1933 landeten die Kähne mit den Deportierten auf der Insel bei Nasino. Ein Appell der Deportierten war nicht möglich, denn die mitgeführten Listen erwiesen sich als zu ungenau. Eine einfache Zählung ergab, dass 332 Frauen und 4556 Männer die Fahrt überstanden hatten. Daneben wurden 27 Leichen registriert. Ein Drittel aller lebenden Personen war so entkräftet, dass sie nur mit Hilfe Dritter an Land gehen konnten.

### Versorgung mit Mehl
Die Ausgesetzten sollten mit insgesamt 20 Tonnen Mehl versorgt werden. Beim Ausladen entwickelte sich eine Schlägerei. Die Wachmannschaft eröffnete das Feuer und verletzte viele Personen. Daraufhin ließ Zepkow das Mehl wieder einladen und ordnete an, es auf das gegenüberliegende Ufer des Ob in die Nähe des Dorfes Nasino zu bringen. Auch dort war es allerdings nicht gegen Feuchtigkeit und Kälte zu schützen.
Der in der Nacht zum 19. Mai 1933 einsetzende Schneesturm bedeckte die Insel mit einer Schneeschicht, auch das Mehl war von dem Niederschlag betroffen. Am Morgen des 19. Mai unternahmen die Wachmannschaften unter Zepkow einen zweiten Versuch, Mehl auszuteilen. Pro Kopf war ein halbes Kilogramm vorgesehen. Worin die Deportierten dieses Mehl aufbewahren sollten, blieb unklar – es gab keine entsprechenden Behältnisse. Behelfsweise wurde das Mehl mit Mützen, Schuhen und weiteren Kleidungsstücken oder den bloßen Händen aufgenommen. Bei der Mehlausgabe kam es erneut zu einem Handgemenge, wobei viele Deportierte im entstehenden Durcheinander niedergetrampelt wurden. Auch diesmal schossen Wachen auf die Deportierten und verletzten etliche.
Zepkow beschloss angesichts der chaotischen Nahrungsmittelverteilung, die Ausgabe des Mehls zukünftig von so genannten Brigadieren vornehmen zu lassen. Jeder von ihnen erhielt täglich 75 Kilogramm Mehl und hatte dessen Weiterverteilung an 150 Personen zu organisieren. Die rücksichtslosesten unter den Deportierten eroberten rasch die Brigadiersposten und nutzten sie zum persönlichen Vorteil.
Auch am 20. Mai war die Mehlverteilung mit schweren Gewaltausbrüchen verbunden. Augenzeugen berichteten, dass überall Leichen herumlagen. Die Deportierten behaupteten gegenüber Zepkow zudem, es gebe auf der Insel bereits Fälle von Kannibalismus.
Im Dorf Nasino organisierte Zepkow nach seiner Rückkehr eine Zusammenkunft. Es wurde beschlossen, alle lokalen Ressourcen zur Versorgung der Ausgesetzten zu mobilisieren. Für Kranke und Verletzte sollten auf der Insel Zelte errichtet werden; Einheimische sollten Öfen bauen; die Öfen der Dorfbewohner wurden beschlagnahmt. Zepkow selbst reiste nach Alexandrowskoje ab, um von dort dringend benötigte Lebensmittel und Materialien herbeizuschaffen.

### Hunger, Handel und Gewalt
In den nächsten Tagen gelang es zwei Gesundheitsoffizieren, auf der Insel ein paar Dutzend Kranke notdürftig in Zelten zu versorgen. Diese Kranken erhielten Brot und Grießsuppe. Für den Rest der Ausgesetzten blieben die kärglichen Mehlrationen. Der Verzehr des mit Flusswasser vermischten Mehls führte dazu, dass viele der Hungernden an Ruhr erkrankten. Einige erhielten kein Mehl oder mussten es gegen Schuhe, Kleidungsstücke oder sonstige Wertgegenstände eintauschen. Dazu gehörten auch Goldkronen, die man aus den Gebissen der Toten herausbrach.
Die Wachmannschaft errichtete ein Terror- und Gewaltregime. Geringfügige „Vergehen“ konnten mit dem Tod bestraft werden. Zu solchen Delikten zählte etwa das „Schummeln“ bei der Mehlausgabe. Massive körperliche Gewalt gegen die Deportierten war an der Tagesordnung, ebenso Erpressung und Nötigung. Die extremste Form der Gewalt gegen die Ausgesetzten war jedoch das Erschießen wie auf der Jagd. Angehörige der Wachmannschaft gaben später an, sie hätten damit befehlsgemäß Fluchtversuche unterbinden wollen, Deportierte hätten immer wieder versucht, auf primitiven Flößen zu entkommen. Diese Flüchtenden seien zudem wahrscheinlich Kannibalen gewesen.

### Kannibalismus
In der Sowjetunion gab es in den 1930er Jahren wiederholt Fälle von Kannibalismus. Sie hingen mit Fluchtversuchen aus den Gulag-Lagern zusammen und mit den immer wieder auftretenden Hungerkatastrophen. Auf der Insel im Ob trat dieses Phänomen offenbar frühzeitig auf. Bereits am Tag nach der Aussetzung machten Deportierte die Verantwortlichen um Zepkow darauf aufmerksam, dass es zerlegte Leichen gebe. Menschenfleisch sei gegrillt und verzehrt worden. Am 23. Mai 1933 verfasste eine Kommission, die aus einem Arzt und den beiden Gesundheitsoffizieren bestand, einen Bericht. Sie notierten, dass es handfeste Anzeichen für Kannibalismus gebe. Am 21. Mai seien 70 neue Leichen auf der Insel registriert worden, bei fünf von ihnen seien Leber, Herz, Lunge und Stücke von weichem Fleisch – Brust und Wade – herausgeschnitten. Bei einem männlichen Leichnam seien die Genitalien, der Kopf und Teile der Haut entfernt worden. Außerdem hätten aufgebrachte Deportierte den Kommissionsmitgliedern drei Personen vorgeführt, die sie mit blutigen Händen und menschlichen Lebern in der Hand ertappt hätten. Innerhalb der nächsten 14 Tage verfassten die medizinischen Fachleute noch drei weitere Berichte ähnlichen Inhalts. Dutzende von Leichen wiesen demnach Spuren von Kannibalismus auf. Die Wachmannschaften hätten auf diese Vorfälle kaum reagiert. Eine Isolierung von Personen, die im Verdacht des Kannibalismus stünden, sei anfänglich nicht erfolgt.
Morde, gefolgt von kannibalischen Akten, traten offenbar erst nach dem 29. Mai auf. Sechs Verdächtige wurden daraufhin verhaftet und in das Gefängnis von Alexandrowskoje überführt. Insgesamt hat es ungefähr 50 Verhaftungen wegen Kannibalismusverdacht gegeben. Häufig wurden die Verdächtigen bereits nach kurzer Zeit wieder freigelassen. Aus den überlieferten Akten ergibt sich ein Profil der Verdächtigen: Alle stammten vom Lande, hatten Gefängnis- oder Lagererfahrungen und waren im Alter von 20 bis 35 Jahren. Elf der Verhafteten wurden durch Angehörige der OGPU hingerichtet. Die sowjetische Geheimpolizei hatte zuvor durchgesetzt, die Entscheidung eines Staatsanwaltes aufzuheben, der die Ansicht vertreten hatte, die Verdächtigen könnten nicht bestraft werden, weil es gegen Kannibalismus in der Sowjetunion keine Gesetze gebe und den Verdächtigen kein Mord nachgewiesen werden könne. Bis zum Beweis einer Mordtat straffrei zu bleiben, bot Tätern tatsächlich eine attraktive Perspektive: Stillen des Hungers durch Verzehr von Menschenfleisch und im Falle einer Untersuchungshaft ein Dach über dem Kopf sowie die tägliche Ration Balanda, der landesweit in Gefängnissen und Lagern verabreichten dünnen Suppe.

### Eintreffen einer zweiten Gruppe
Am 27. Mai 1933 traf eine zweite Gruppe von Deportierten auf der Insel bei Nasino ein. Sie bestand aus ungefähr 1200 Personen, die im Laderaum eines Kahns von Tomsk zur Insel im Ob transportiert wurden.
Der Gesundheitszustand der zweiten Gruppe war im Allgemeinen noch kritischer als jener der ersten Gruppe, denn unter ihnen befand sich eine Reihe von Typhuskranken. Diese Kranken wurden auf der Insel notdürftig isoliert. Medikamente standen jedoch nicht zur Verfügung, genauso wenig Vorrichtungen zum Abkochen von Kleidung. Die Mediziner notierten in ihrem Bericht, dass ein Abkochen die „Lumpen“ der Deportierten mit Sicherheit vollends zerstört hätte. Dies hätte bei den regelmäßigen nächtlichen Minustemperaturen den Erfrierungstod zur Folge haben können.

### Sondersiedlungen an der Nasina
Am 31. Mai kehrte Dimitri Zepkow zusammen mit dem Parteisekretär des Rajons Alexandrowskoje nach Nasino zurück. Beide brachten Werkzeuge wie Äxte, Spaten und Sägen mit. Auch Stoffbahnen führten sie mit sich, die allerdings nutzlos blieben, da es an Nähmaschinen fehlte, um das Material weiter zu verarbeiten. Die ebenfalls organisierten Bastschuhe reichten nur für einige Hundert Menschen. Mehrere Tausend mussten weiterhin barfuß bei nächtlichen Minusgraden ausharren.
Auf die Ausgabe von Äxten an die Deportierten wurde verzichtet. Die Verantwortlichen vor Ort fürchteten, dass Äxte als Hiebwaffen eingesetzt werden würden. Die Übergabe der Äxte sollte erst dann erfolgen, wenn die Deportierten ihre endgültigen Sondersiedlungsstätten an den Flussufern erreicht hätten. Dringend benötigte Schutzhütten wurden auf der Insel bei Nasino somit nicht errichtet.
Mit Hilfe des Parteisekretärs gelang es Zepkow außerdem, etwa zwanzig fahrtüchtige Boote aufzutreiben. Sie konnten jeweils ein paar Dutzend der Ausgesetzten aufnehmen. Die Boote brachten sie ab Anfang Juni an fünf als geeignet geltende Uferstellen der Nasina. Sie lagen 60 bis 100 Kilometer flussaufwärts – eine Fahrt, die mehrere Tage in Anspruch nahm. Diese Reise kostete hunderte der entkräfteten Menschen das Leben.
Die Ziele an den Ufern der Nasina unterschieden sich wenig von den Gegebenheiten der Insel im Ob. Die Wachen verließen die neuen „Sondersiedler“, nachdem sie ihnen einige Lebensmittel für die ersten Tage und Werkzeug zurückgelassen hatten. Die Deportierten blieben auch hier auf sich allein gestellt. Viele starben beim Versuch, mit Flößen zu entkommen, weil sie ertranken oder von Wachposten erschossen wurden. Andere Fluchtvorhaben endeten mit dem Verlust der Orientierung in den Weiten der Taiga.
Die Insel bei Nasino war Mitte Juni 1933 bis auf 157 Personen, die als nicht transportfähig galten, vollständig geräumt. Die Bilanz ergab, dass von den 6000 bis 6100 ursprünglich Ausgesetzten nur 2856 Personen die Nasina hinauf verschifft wurden. Zuvor waren auf der Insel 1500 bis 2000 Menschen gestorben. Der Rest blieb unauffindbar.

## Information der Staatsspitze

### Nachrichten und Berichte
Mittlerweile hatte Robert Eiche Kenntnis von den Geschehnissen auf der Insel bei Nasino. Er verlangte am 12. Juni 1933 von Iwan Iwanowitsch Dolgich, dem Chef der Siblag-Abteilung für Sondersiedlungen, eine Inspektion vor Ort. Dolgich erreichte den Schauplatz bei Nasino in der dritten Juniwoche. Er machte sich nicht nur mit den Gegebenheiten auf der Ob-Insel vertraut, sondern besuchte auch den „Ansiedlungsort Nr. 1“, der von Nasino aus am schnellsten zu erreichen war.
In seinem Bericht versuchte Dolgich, die Geschehnisse herunterzuspielen. Das Auftreten von Kannibalismus sei nicht auf Hunger zurückzuführen. Für entsprechende Handlungen seien „Degenerierte“ verantwortlich. Zugleich glaubte er Anzeichen dafür zu sehen, dass der Kannibalismus Ausdruck subversiver, gegen das politische System der Sowjetunion gerichteter Gesinnungen sei. Ein anderer Funktionär nutzte in diesem Zusammenhang den Begriff des „gewohnheitsmäßigen Kannibalismus“. Dolgich wertete in seiner Schilderung die Angabe der Gesundheitsoffiziere, auf der Insel seien 1970 Personen gestorben, als eklatante Übertreibung und unterstellte auch diesen politische Motive für ihre Angaben. Die Siedler, die Dolgich im „Ansiedlungsort Nr. 1“ angetroffen hatte, bezeichnete er als „reinste[n] Abschaum der Gesellschaft“ und beklagte eine durchgängige Arbeitsverweigerung der Deportierten.
Nachdem Dolgich die Ansiedler verlassen hatte, enthob er Zepkow seines Amtes. Dessen Nachfolger sorgte dafür, dass die im „Ansiedlungsort Nr. 1“ Angetroffenen wieder in die Nähe von Nasino zurückverlegt wurden. Drei rekrutierte Baubrigaden, bestehend aus zusammen 60 ehemaligen Kulaken, errichteten dort eine Ortschaft, die jenen glich, welche in den Jahren 1930 bis 1931 angelegt worden waren. Um die Menschen in den anderen Ansiedlungsorten an der Nasina kümmerte sich niemand.

### Brief an Stalin
Während verantwortliche regionale Machthaber wie Dolgich in ihren Berichten versuchten, die Affäre herunterzuspielen, begann Wassili Arsenjewitsch Welitschko, ein 24-jähriger kommunistischer Lokaljournalist und Instrukteur, mit eigenen Recherchen über die Lage der Sondersiedler in der Kommandantur Alexandrowskoje-Wachowskaja.
Er verfasste anschließend einen Propagandaartikel für die lokale Presse. Zugleich formulierte er einen detaillierten zwanzigseitigen Brief über die Ergebnisse seiner dreiwöchigen Recherchereise, die ihn auf die Ob-Insel und in die Ansiedlungen an den Ufern der Nasina geführt hatte. Er gab an, dass Mitte August 1933 nur noch zirka 2200 der ausgesetzten Personen auffindbar waren. Welitschko schickte den Brief am 22. August 1933 an seinen direkten Vorgesetzten, an Robert Eiche und an Stalin persönlich. Dieser hatte Parteiangehörige wiederholt dazu aufgefordert, ihn ungefiltert, unter Umgehung der behördlichen und parteiinternen Hierarchien, über Vorgänge und Verhältnisse vor Ort zu informieren.

### Untersuchungen und Beschlüsse
Stalin erhielt den Bericht Anfang September und reichte diesen an Mitglieder des Politbüros weiter. Unter anderem lasen ihn Lasar Kaganowitsch, Anastas Mikojan, Michail Kalinin, Walerian Kuibyschew und Wjatscheslaw Molotow. Am 23. September 1933 veranlasste das Politbüro die Einrichtung einer Untersuchungskommission. Diese blieb mehrere Wochen vor Ort in der Region Narym. Auch sie nahm die neuen Ansiedlungen an der Nasina in Augenschein. Die Zahl der Schwerkranken gab sie in ihrem Bericht mit etwa 800 an. Ferner bilanzierte sie: Von den 10.289 Menschen, die im Jahr 1933 in die Kommandantur Alexandrowskoje-Wachowskaja deportiert worden waren, seien noch 2025 Personen vor Ort. Mitte September waren die kräftigsten 1940 Deportierten in Siblag-Arbeitslager eingewiesen worden. 6324 Personen waren verschwunden. Von den Verbliebenen waren 50 Prozent krank und bettlägerig, 35 bis 40 Prozent entkräftet und nur 10 bis 15 Prozent arbeitsfähig. Am 31. Oktober 1933 legte die Kommission ihren Bericht vor. Dort empfahl sie in diplomatischen Wendungen, zukünftig das Möglichste zu tun, um die Lebensbedingungen der Siedler zu verbessern.
Einen Tag später tagte das Büro des Parteikomitees von Westsibirien unter Eiches Leitung und beriet über den Bericht der Kommission. Es legte fest, dass sich eine Reihe lokaler Funktionäre, die in die Nasino-Affäre verstrickt waren, zu verantworten hätte. Einige lokale Funktionsträger und Wachposten mussten sich einem internen Disziplinarausschuss der OGPU stellen. Zepkow, zwei seiner engsten Mitarbeiter in den Wochen der Tragödie und auch Zepkows Nachfolger als Kommandant wurden zu Lagerhaft zwischen zwölf Monaten und drei Jahren verurteilt. Sie hätten den Kolonisierungsplan von 1933 durch „Sabotage“ vereitelt. Das Büro des Parteikomitees verlangte ferner eine Prüfung, ob die Verlegung der in der Kommandantur Alexandrowskoje-Wachowskaja angesiedelten „deklassierten Elemente“ in andere Gegenden möglich sei. An das Zentralkomitee in Moskau ging schließlich der Hinweis, man möge künftig davon absehen, weitere Gruppen von „städtischen deklassierten Elementen“ nach Westsibirien zu senden. Der „großartige Plan“ vom Februar 1933 war damit erledigt.

## Folgen

### Präferenz des Lager-Systems
Der hohe Anteil der Verschwundenen von Nasino war repräsentativ für das Deportationsjahr 1933. Die Statistik registrierte in diesem Jahr insgesamt 367.457 unauffindbare „Sonderumsiedler“. 151.601 wies sie als verstorben aus, 215.856 als flüchtig. Nicht nur die Entweichungsquote ließ an der Wirtschaftlichkeit des umfassenden Deportations- und Kolonisierungsvorhabens zweifeln. Vertreter von Verwaltung und Partei beklagten auch immer wieder eine durchgängig ungenügende Arbeitsmoral in den Sondersiedlungen.
Mit einer seiner gefürchteten Kehrtwenden rückte Stalin bereits Anfang Mai 1933 vom „großartigen Plan“ ab. Am 8. Mai 1933 ordnete eine seiner Geheimdirektiven an, sofort auf die Massendeportation von Bauern zu verzichten. Damit verbundene administrative Ausführungsanweisungen erwiesen sich in den nachfolgenden Wochen jedoch als wenig praxiswirksam. Massenverhaftungen und -deportationen blieben auch in den Sommerwochen gängige Praxis.
Die Tragödie von Nasino machte der Partei- und Staatsspitze im September 1933 endgültig deutlich, dass das System der Sondersiedlungen nicht die erwünschten Ziele erreichte. Insbesondere ihre mangelnde Wirtschaftlichkeit ließ die Verantwortlichen am Wert des Systems zweifeln. In der zweiten Jahreshälfte hörte das Wachstum der Sondersiedlungen abrupt auf. Bis zum Ausbruch des Zweiten Weltkrieges nahm es stetig ab. Das Arbeitslager als Form der Repression und der Ausbeutung von Arbeitskraft gewann immer mehr die Oberhand. Bereits im Jahr 1933 stieg die Zahl der Insassen solcher Lager um 50 Prozent. Innerhalb von vier weiteren Jahren verdoppelte sich die absolute Zahl der Lagerinsassen auf rund eine Million.

### NKWD-Befehl Nr. 00447
Im Jahr 1937 veränderte sich die Wahrnehmung von Randgruppen und „sozial schädlichen Elementen“ erneut dramatisch. Sie wurden von offizieller Seite immer stärker der Kollaboration mit feindlichen Mächten – etwa Polen oder Japan – verdächtigt. Der Wille, ihnen mit immer schärferen Repressionsmaßnahmen entgegenzutreten, wuchs.
Führende Vertreter in Partei, Geheimdienst und Staat planten die endgültige Vernichtung aller „antisowjetischen Elemente“. Zum Ausdruck kam dieses Vorhaben im berüchtigten NKWD-Befehl Nr. 00447 – ein 15 beziehungsweise 19 Seiten langes Typoskript. Nikolai Jeschow, Chef des NKWD, unterzeichnete diesen Einsatzbefehl zur „Unterdrückung der ehemaligen Kulaken, Verbrecher und übrigen antisowjetischen Elemente“ am 30. Juli 1937. Die Umsetzung dieses Befehls war zunächst auf vier Monate ausgelegt, sie dauerte jedoch fast viermal so lang. Gemäß diesem Befehl wurden die Verhafteten in zwei Gruppen eingeteilt: in Kategorie 1 eingestufte Personen waren sofort zu erschießen. Angehörige der Kategorie 2 wurden in die Lager des Gulag eingewiesen.  Die sowjetischen Staatsorgane verhafteten auf Basis dieses Befehls insgesamt 767.000 Personen. 387.000 von ihnen wurden hingerichtet. Dabei wurden die anfangs festgelegten, regional differenzierten Quoten mehrfach übertroffen.
Westsibirien war für die Konzeption des Befehls Nr. 00447 von großer Bedeutung, denn hier begann bereits im Juni 1937 die „Massenaktion“ gegen vermeintliche Angehörige und Unterstützer der ROVS, der „Russischen allgemeinmilitärischen Vereinigung“, einer imaginierten weitreichenden militärischen Verschwörung, angeblich angeführt von Generälen der Weißen. Die Verantwortlichen in Westsibirien setzten den NKWD-Befehl besonders konsequent um. Immer wieder baten sie um die Erhöhung der festgelegten Quoten für beide Kategorien. Zeitweise gerieten die einzelnen Bezirke Westsibiriens in einen regelrechten Wettlauf um Quotenerfüllung und Übertrumpfung der Nachbarbezirke. Von August 1937 bis November 1938 wurden in Westsibirien zwischen 33.000 und 50.000 Personen erschossen. 23.000 bis 30.000 Menschen kamen in die Lager des Gulag. Das Gros der Betroffenen stellten in beiden Kategorien jene, die in den Jahren zuvor als Zwangsdeportierte in den westsibirischen Sondersiedlungen zu leben hatten.

## Überlieferung, Forschung, künstlerische Verarbeitung
Die Ereignisse von Nasino gehörten lange Jahre zur nur mündlich überlieferten Geschichte des Gulag. Gelegentlich zirkulierten sie auch im Untergrund, als Teil des sogenannten Samisdat, der im Selbstverlag verbreiteten regimekritischen Literatur. Mit der Ära Gorbatschow änderte sich dies. Russische Historiker gingen den Hinweisen nach und sammelten im Rahmen von Oral History Zeugenaussagen. Zeitzeugen berichteten über die Geschehnisse auf der Insel, die in der Region „Todesinsel“ oder „Insel der Kannibalen“ hieß. Russische Historiker entdeckten zudem Akten zur Tragödie von Nasino. 2002 veröffentlichten verschiedene Institutionen eine Dokumentensammlung zu diesem Fall: das russische Institut für Geschichte der Sibirischen Sektion der Russischen Akademie der Wissenschaften, das Staatliche Archiv der Oblast Nowosibirsk, das Staatliche Archiv der Oblast Tomsk, die Tomsker Gesellschaft Memorial und das Museum der Geschichte der politischen Repressalien Narym. Der Historiker Sergei Krassilnikow besorgte die Herausgeberschaft. Die Auflage betrug allerdings nur 500 Exemplare.
In einigen Publikationen zur sowjetischen Geschichte, insbesondere zum Gulag, wurden die Ereignisse am Rande erwähnt. Das traf auch für die Darstellung des  französischen Historikers Nicolas Werth im Schwarzbuch des Kommunismus zu.
Im Jahr 2006 legte Werth eine französischsprachige Monografie zur Tragödie von Nasino vor. Sie ist mittlerweile in andere Sprachen übersetzt worden, unter anderem ins Deutsche. Werth wertete dabei umfangreiche Aktenbestände in den Archiven des russischen Geheimdienstes FSB sowie des Präsidenten der Russischen Föderation aus und bettete die Geschehnisse in den Kontext der gesellschaftlichen und politischen Entwicklungen der Sowjetunion der 1930er Jahre ein. Insbesondere zieht Werths Untersuchung eine Verbindungslinie von der gewaltsamen Zwangskollektivierung der Jahre 1929–1932 bis zum Großen Terror der Jahre 1937/38. Seine Studie wurde in der Fach- und in der Publikumspresse vielfach besprochen.
In seinem 2012 erschienenen Thriller Hela havet stormar (deutscher Titel: Zorn) nimmt der schwedische Schriftsteller Arne Dahl Bezug auf die Tragödie.

### Buchbesprechungen
Rezensionen von Die Insel der Kannibalen (verschiedensprachliche Ausgaben):
- Gerd Koenen: Die Mechanik des Terrors. Nicolas Werth über ein grausames stalinistisches „Sozialexperiment“, in: Neue Zürcher Zeitung vom 2. Oktober 2006 (Abruf am 26. März 2010).
- Klaus Bednarz: Tödliche Utopie. Nikolas Werth hat ein bislang unbekanntes Kapitel aus Stalins Gulag-Universum erforscht, in: Die Zeit vom 9. November 2006 (Abruf am 26. März 2010).
- Anne Applebaum: Erst Baumrinden essen, dann Menschenfleisch, in: Die Welt, 18. November 2006 (Abruf am 26. März 2010).
- Helmut Altrichter: Von der Utopie zum Kannibalismus. Nicolas Werth beschreibt stalinistische Säuberungen, Chaos und Gewalt in den dreißiger Jahren, in: Frankfurter Allgemeine Zeitung, 8. Dezember 2006 (Abruf am 26. März 2010).
- Rudolf Walther: Die Brutalität der Bürokratie, die tageszeitung, 9. Dezember 2006 (Abruf am 27. März 2010).
- Klaus Gestwa: Rezension zu: Werth, Nicolas: Die Insel der Kannibalen. Stalins vergessener Gulag. München 2006. In: H-Soz-Kult vom 12. Dezember 2007.
- Jürgen Zarusky: Die stalinistische Verfolgungs- und Vernichtungspolitik (Rezension) , in: sehepunkte 8 (2008), Nr. 1 [15. Januar 2008] (Abruf am 25. März 2010).
- Jeffrey S. Hardy: Review of Werth, Nicolas, Cannibal Island: Death in a Siberian Gulag. In: H-Russia, H-Net Reviews von November, 2007 (Abruf am 20. März 2010).

### Sonstiges
- Die Insel des Todes, in: BBC Russland, 18. Mai 2007 (Abruf am 28. März 2010) (russisch).
- Alexander Kriwko, Jewgeni Nikonorow und andere: Neben der Insel des Todes (Russisches Video, 29 Minuten, April 2010, Abruf: 1. Dezember 2010).
- Stalins Verdammte – Die Insel der Kannibalen, Dokumentarfilm des französischen Filmemachers Cédric Condom (2014) in der ZDF-Mediathek, Abruf am 30. Dezember 2015.
- einestages. Zeitgeschichten auf Spiegel Online: Stalins verbrecherischer Besiedlungsplan. Die Insel der Kannibalen, 13. September 2013 (Abruf am 16. September 2013).